# Saison 2013-2014 des Bobcats de Charlotte
La saison 2013-2014 des Bobcats de Charlotte est la 24e saison au sein de la National Basketball Association (NBA) et la 46e dans la ville d'Atlanta. C'est aussi la 10e et dernière saison sous le nom de Bobcats.

## Draft
| Tour | Choix | Joueur      | Poste | Nationalité | Provenance |
| ---- | ----- | ----------- | ----- | ----------- | ---------- |
| 1    | 4     | Cody Zeller | PF    | États-Unis  | Indiana    |

## Classements de la saison régulière
| Conférence Est | Conférence Est         | Conférence Est | Conférence Est | Conférence Est | Conférence Est | Conférence Est | Conférence Est |
| No             | Franchise              | Vic.           | Déf.           | MJ             | % V/D          | RV             |                |
| -------------- | ---------------------- | -------------- | -------------- | -------------- | -------------- | -------------- | -------------- |
| 1              | Pacers de l'Indiana    | 56             | 26             | 82             | 68,30 %        | -              |                |
| 2              | Heat de Miami          | 54             | 28             | 82             | 65,90 %        | 2,0            |                |
| 3              | Raptors de Toronto     | 48             | 34             | 82             | 58,50 %        | 8,0            |                |
| 4              | Bulls de Chicago       | 48             | 34             | 82             | 58,50 %        | 8,0            |                |
| 5              | Wizards de Washington  | 44             | 38             | 82             | 53,70 %        | 12,0           |                |
| 6              | Nets de Brooklyn       | 44             | 38             | 82             | 53,70 %        | 12,0           |                |
| 7              | Bobcats de Charlotte   | 43             | 39             | 82             | 52,40 %        | 13,0           |                |
| 8              | Hawks d'Atlanta        | 38             | 44             | 82             | 46,30 %        | 18,0           |                |
|                |                        |                |                |                |                |                |                |
| 9              | Knicks de New York     | 37             | 45             | 82             | 45,10 %        | 19,0           |                |
| 10             | Cavaliers de Cleveland | 33             | 49             | 82             | 40,20 %        | 23,0           |                |
| 11             | Pistons de Détroit     | 29             | 53             | 82             | 35,40 %        | 27,0           |                |
| 12             | Celtics de Boston      | 25             | 57             | 82             | 30,50 %        | 31,0           |                |
| 13             | Magic d'Orlando        | 23             | 59             | 82             | 28,00 %        | 33,0           |                |
| 14             | 76ers de Philadelphie  | 19             | 63             | 82             | 23,20 %        | 37,0           |                |
| 15             | Bucks de Milwaukee     | 15             | 67             | 82             | 18,30 %        | 41,0           |                |

| Division Sud-Est      | V  | D  | MJ | % V/D   | GB   | Dom   | Ext   | Div  | Conf  |
| --------------------- | -- | -- | -- | ------- | ---- | ----- | ----- | ---- | ----- |
| Heat de Miami         | 54 | 28 | 82 | 65,90 % | -    | 32-9  | 22-19 | 12-4 | 34-18 |
| Wizards de Washington | 44 | 38 | 82 | 53,70 % | 10,0 | 22-19 | 22-19 | 10-6 | 33-19 |
| Bobcats de Charlotte  | 43 | 39 | 82 | 52,40 % | 11,0 | 25-16 | 18-23 | 6-10 | 30-22 |
| Hawks d'Atlanta       | 38 | 44 | 82 | 46,30 % | 16,0 | 24-17 | 14-27 | 8-8  | 28-24 |
| Magic d'Orlando       | 23 | 59 | 82 | 28,00 % | 31,0 | 19-22 | 4-37  | 4-12 | 17-35 |

## Effectif
| Effectif des Bobcats de Charlotte 2013-2014 |
| --- |
| 0 Bismack Biyombo • 5 Jannero Pargo • 8 D. J. White • 9 Gerald Henderson Jr. • 11 Josh McRoberts • 12 Gary Neal • 13 Luke Ridnour • 14 Michael Kidd-Gilchrist • 15 Kemba Walker (C) • 25 Al Jefferson • 33 Brendan Haywood • 40 Cody Zeller • 43 Anthony Tolliver • 44 Jeffery Taylor • 55 Chris Douglas-RobertsEntraîneur : Steve Clifford |

## Statistiques
| Joueur                 | MJ | MC | MPG  | FG%  | 3P%  | FT%  | RPG  | APG | SPG | BPG | PPG  |
| ---------------------- | -- | -- | ---- | ---- | ---- | ---- | ---- | --- | --- | --- | ---- |
| Jeff Adrien            | 25 | 0  | 10.2 | .550 | .000 | .520 | 3.5  | 0.3 | 0.3 | 0.6 | 2.3  |
| Bismack Biyombo        | 77 | 9  | 13.9 | .611 | .000 | .517 | 4.8  | 0.1 | 0.1 | 1.1 | 2.9  |
| Chris Douglas-Roberts  | 49 | 8  | 20.7 | .440 | .386 | .805 | 2.4  | 1.0 | 0.6 | 0.3 | 6.9  |
| Ben Gordon             | 19 | 0  | 14.7 | .343 | .276 | .810 | 1.4  | 1.1 | 0.5 | 0.1 | 5.2  |
| Justin Hamilton        | 1  | 0  | 4.0  | .000 | .000 | .000 | 0.0  | 0.0 | 1.0 | 0.0 | 0.0  |
| Gerald Henderson Jr.   | 77 | 77 | 31.9 | .433 | .348 | .761 | 4.0  | 2.6 | 0.7 | 0.4 | 14.0 |
| Al Jefferson           | 73 | 73 | 35.0 | .509 | .200 | .690 | 10.8 | 2.1 | 0.9 | 1.1 | 21.8 |
| Michael Kidd-Gilchrist | 62 | 62 | 24.2 | .473 | .111 | .614 | 5.2  | 0.8 | 0.7 | 0.6 | 7.2  |
| Josh McRoberts         | 78 | 78 | 30.3 | .436 | .361 | .729 | 4.8  | 4.3 | 0.7 | 0.6 | 8.5  |
| Gary Neal              | 22 | 1  | 23.0 | .438 | .406 | .961 | 1.8  | 1.7 | 0.5 | 0.0 | 11.2 |
| Jannero Pargo          | 29 | 0  | 8.3  | .441 | .400 | .727 | 0.7  | 1.8 | 0.5 | 0.0 | 4.7  |
| Luke Ridnour           | 25 | 2  | 15.1 | .389 | .300 | .571 | 1.4  | 2.2 | 0.4 | 0.2 | 4.0  |
| Ramon Sessions         | 55 | 7  | 23.7 | .409 | .221 | .782 | 2.1  | 3.7 | 0.6 | 0.1 | 10.5 |
| James Southerland      | 1  | 0  | 3.0  | .000 | .000 | .000 | 0.0  | 0.0 | 0.0 | 0.0 | 0.0  |
| Anthony Tolliver       | 64 | 9  | 20.3 | .420 | .413 | .805 | 2.6  | 0.7 | 0.3 | 0.2 | 6.1  |
| Kemba Walker           | 73 | 73 | 35.8 | .393 | .333 | .837 | 4.2  | 6.1 | 1.2 | 0.4 | 17.7 |
| D. J. White            | 2  | 0  | 5.0  | .000 | .000 | .000 | 1.0  | 0.0 | 0.5 | 0.0 | 0.0  |
| Cody Zeller            | 82 | 3  | 17.3 | .426 | .000 | .730 | 4.3  | 1.1 | 0.5 | 0.5 | 6.0  |

## Transactions

### Résumé
| Arrivées Via draft - Cody Zeller Via free agency - Al Jefferson | Départs Via free agency - Reggie Williams - Byron Mullens - DeSagana Diop Coupé - Tyrus Thomas |

### Agents libres
| Arrivées     | Arrivées             | Arrivées        |
| Joueur       | Date de la signature | Ancienne équipe |
| ------------ | -------------------- | --------------- |
| Al Jefferson | 10 juillet           | Jazz de l'Utah  |

| Départs         | Départs     | Départs                 |
| Joueur          | Motif       | Nouvelle équipe         |
| --------------- | ----------- | ----------------------- |
| Reggie Williams | Agent libre | Rockets de Houston      |
| Byron Mullens   | Agent libre | Clippers de Los Angeles |
| DeSagana Diop   | Agent libre | Cavaliers de Cleveland  |
| Tyrus Thomas    | Coupé       |                         |